# Monestir de Petxenga
El Monestir de Petxenga (Печенгский монастырь en rus, i Petsamon luostari en finès) va ser durant segles el monestir més al nord del món. Va ser fundat l'any 1533 a la riba del riu Petxenga a la zona del Mar de Barents, 135 km a l'oest de Múrmansk, pel monjo Sant Trifó de Petxenga originari de Nóvgorod.
Trifó desitjava convertir la població local sami skolts al cristianisme i poder demostrar que la fe podia florir en les terres més inhòspites. Cap al 1572 aquest monestir amb 50 monjos i 200 seguidors laics. 
Sis anys després de la mort de Trifó, ocorreguda el 1583, aquest monestir de fusta va ser cremat pels suecs. Restaurat i tornat a cremar va ser reconstruït definitivament el 1880, passà a Finlàndia el 1920 i el 1944 a la Unió Soviètica (els monjos van ser evacuats a Finlàndia), va ser destruït de nou durant la Segona Guerra Mundial. Actualment encara existeix, essent restablert per l'Església Ortodoxa Russa el 1997.